# New Nintendo 2DS XL
New Nintendo 2DS XL (New Nintendo 2DS LL в Японії) — портативна ігрова консоль виробництва Nintendo. Це шоста й остання система в сімействі портативних консолей Nintendo 3DS, яка була випущена в Австралії та Новій Зеландії 15 червня 2017 року, в Японії та Південній Кореї 13 липня 2017 року, та в Північній Америці та Європі 28 липня 2017 року.
New Nintendo 2DS XL, яка доповнює Nintendo 2DS, базується на апаратному забезпеченні New Nintendo 3DS, але не має автостереоскопічного 3D-дисплею, її мікрофон і камеру перемістили на шарнір, а динаміки перемістили в нижню половину пристрою. Як і у випадку з New Nintendo 3DS, вона має оновлений процесор, аналоговий стік, відомий як C-стік, і додаткові плечові тригери, а також підтримку зв’язку ближнього поля (NFC) для Amiibo для використання у сумісних іграх. За даними служби підтримки Nintendo, батареї консолі вистачає на 3,5–5,5 годин під час гри в ігри 3DS, від 7 до 9 годин під час гри в ігри DS і близько 3 днів у режимі сну.
New 2DS XL отримала позитивні відгуки, критики відзначили, що вона поєднала риси 2DS і New Nintendo 3DS XL у більш ергономічний і естетично привабливий пристрій порівняно з 2DS, але відзначили незначну регресію в якості дисплея та динаміків.

## Історія
Nintendo представила версії консолі чорного кольору з синіми акцентами для ринку Північної Америки та білого кольору з помаранчево-золотими акцентами для ринку Японії, Південної Кореї та регіону PAL, а також тільки для Японії, ексклюзивне обмежене видання Dragon Quest XI. Пізніше помаранчево-золотий варіант з’явився в Північній Америці, а також варіанти лавандово-білий, чорно-зелений (обидва ексклюзивні для Японії), а також варіанти Poké Ball і Pikachu, які збіглися із запуском Pokémon Ultra Sun і Ultra Moon.
У липні 2018 року варіант «Hylian Shield» був випущений як ексклюзив GameStop у Північній Америці разом із попередньо встановленою копією The Legend of Zelda: A Link Between Worlds. Це було разом із варіантом Animal Crossing: New Leaf для Європи та Японії, а також червоно-чорними стилями Mario Kart 7 і стиль Кріпера з Minecraft, ексклюзивними для Європи. Варіант Кріпера з Minecraft також продавався в Австралії та Японії.
Через місяць, у серпні, Nintendo анонсувала нову версію консолі фіолетового кольору зі сріблястими акцентами, яка вийде у вересні 2018 року. Крім того, Nintendo підтвердила, що всі майбутні поставки чорно-синіх, біло-фіолетових і фіолетово-сріблястих моделей будуть поставлятися з попередньо встановленою копією Mario Kart 7.
Станом на 17 вересня 2020 року Nintendo припинила виробництво New 2DS XL та всіх інших моделей сімейства 3DS.

## Дизайн
New Nintendo 2DS XL має закруглені краї, як у верхній половині консолі, так і в нижній половині консолі. У верхній частині всіх консолей стандартного видання є гофрований дизайн із суцільним кутом із логотипом Nintendo. Акцентний колір консолі представлений на кнопках, окантовці на кришці, кнопці живлення, регуляторі гучності.
Щоб отримати доступ до картки microSD та ігрової картки, є пилозахисний чохол, подібний до слота для SD-карти на попередніх моделях Nintendo 3DS, 2DS і DSi, який відкривається, щоб показати обидва слоти. Це зручніше для тих, хто грає лише в цифрові ігри, оскільки слот ігрової картки захищений кришкою.
У середині нижньої половини, сторона, звернена до користувача, має маленький чорний овал, у якому розміщено 3,5-мм роз’єм для навушників і невеликий стилус, який можна всунути та висунути з системи.

## Програмне забезпечення та послуги
Системне програмне забезпечення New Nintendo 2DS XL в іншому ідентичне програмному забезпеченню New Nintendo 3DS, залишаючись сумісним з усіма іграми, випущеними для 3DS (лише в двовимірному режимі), DSi (включаючи ігри з удосконаленнями 3DS), DS (за винятком тих, для яких потрібен слот для картриджа Game Boy Advance), і New Nintendo 3DS (наприклад, Xenoblade Chronicles 3D і Fire Emblem Warriors), а також пропонують такі онлайн-функції, як Nintendo Network для багатокористувацьких і онлайн-ігор, Nintendo eShop для завантаження та придбання ігор, DSiWare, і демонстрації, а також SpotPass і StreetPass.

## Рецепція
У IGN вважають New 2DS XL кращою у порівнянні з «потворним дверним замком» 2DS, високо оцінюючи включення функцій з New 3DS XL у пристрій із тоншим і більш «зручним» форм-фактором. Було відмічено й інші зміни, такі як використання клапанів для захисту гри та слотів для SD-карт (останнє також усуває необхідність використовувати інструменти для доступу до них), а також зручніші кнопки на плечі, ніж у New 3DS XL. Однак також було відмічено регресії, наприклад, її екрани мають «розмитий» вигляд і брак контрасту, верхній екран має дзеркальне покриття, яке зменшує кути огляду, динаміки звучать «приглушено» та коротка довжина включеного стилус. New 2DS XL було рекомендовано користувачам, яким не потрібен 3D, але вони все одно хотіли грати в ексклюзивні ігри платформи.
У TechRadar відгук був так само позитивний, але також зазначив, що шарнір тепер виступає із задньої частини пристрою (таким чином, роблячи його менш обтічним у закритому стані), час роботи від батареї був «неперевершеним», а час його запуску був у розриві з часом випуску Nintendo Switch.

## Нотатки
1. ↑  Nyū Nintendō Tsū Dī Esu Eru Eru (яп. Newニンテンドー2DSLL)